# Reazioni di Norrish
Le reazioni di Norrish sono una classe di reazioni chimiche, catalizzate dalla luce UV, in cui aldeidi e chetoni in fase gassosa producono una varietà di composti tramite intermedi radicalici. Interessanti applicazioni chimico-ambientali riguardano lo studio delle trasformazioni chimiche che avvengono negli strati alti dell'atmosfera.
Grazie ai suoi studi nel campo fotochimico Ronald George Wreyford Norrish ricevette il Premio Nobel per la chimica nel 1967. Esistono due possibili cammini di reazione denominati Norrish I e Norrish II.

## Norrish tipo I
L'irradiazione UV provoca scissione omolitica del legame σ tra il carbonio carbonilico e il carbonio in α, dopo passaggio attraverso stati metastabili di singoletto e di tripletto ottenuto per conversione intersistema (intersystem crossing), con l'ottenimento di un radicale carbonilico e di un radicale alchilico. Successivamente originano una serie di reazioni radicaliche che possono dare diversi prodotti, il prodotto principale sarà dovuto alle condizioni chimico-strutturali di massima stabilità dei radicali coinvolti.
I radicali possono subire differenti destini:
- reagiscono tra loro e ridanno il composto di partenza (cammino A);
- reagiscono tra loro eliminando un C=O e producendo un alcano (cammino B);
- se il radicale carbonilico possiede un idrogeno in posizione α può reagire formando un chetene R2C=C=O e un alcano (percorso C);
- se il radicale alchilico possiede un β-idrogeno può reagire formando un alchene e una aldeide (percorso D);
- i due radicali alchilici reagiscono tra loro dando un alcano;
- 2 radicali carbonilici reagiscono tra loro producendo un α,β-dichetone;
- il radicale carbonilico può subire scissione producendo ·CH3 e CO.

## Norrish tipo II
La radiazione ultravioletta provoca una eccitazione iniziale a cui segue la formazione di un diradicale per trasposizione di un γ-idrogeno sull'ossigeno carbonilico.
Le principali reazioni che dà il diradicale sono la ciclizzazione, con formazione di un ciclobutano sostituito, e la scissione con formazione di un chetone (via enolo) ed etilene sostituito.